# Rotunda svatého Václava (Jažlovice)
Rotunda svatého Václava v Jažlovicích u Říčan v okrese Praha-východ stojí v centru obce. Je součástí kostela svatého Václava a nachází se na jeho východní straně.

## Historie
Rotunda pochází pravděpodobně z 12. století. Ještě v době pozdně románské byla rozšířena o loď kostela.

## Popis
Z původní stavby se dochovala apsida, která slouží jako presbytář. Přibližně v polovině jižní stěny byly nalezeny doklady existence a polohy původního pozdně románského portálu. Apsida je stejně jako loď kostela vyzděna z opracovaných kamenných kvádříků, kladených na tenké přesné spáry.